# Bernhard Schnieber
Bernhard Schnieber (* 28. März 1933 in Breslau) ist ein ehemaliger deutscher Politiker (CDU). Er war Abgeordneter der Volkskammer der DDR und Vorsitzender des Bezirksvorstandes Suhl sowie des Bezirksvorstandes Erfurt der Christlich-Demokratischen Union Deutschlands (CDU).

## Leben
Schnieber, Sohn eines Gärtners, besuchte die Oberschule und studierte 1950/51 Germanistik und Slawistik am Institut für Lehrerbildung Zwickau. Er schloss sein Studium als Unterstufenlehrer ab und war von 1951 bis 1956 als Unterstufenlehrer tätig. 1952 legte er die Erste und 1953 die Zweite Lehrerprüfung ab. Zwischen 1954 und 1957 absolvierte er ein Fernstudium am Deutschen Pädagogischen Zentralinstitut und zwischen 1959 und 1965 ein Fernstudium an der Pädagogischen Hochschule Potsdam. Schnieber war Oberstufenlehrer und dann Fachschullehrer an der Fachschule für Binnenhandel Dresden, Schulteil Görlitz.
Schnieber trat 1949 der CDU, 1950 der FDJ und dem FDGB bei. Von 1957 bis 1960 war er Abgeordneter des Kreistages Zittau. Von 1965 bis 1970 war er Vorsitzender des Kreisverbandes Görlitz-Stadt und -Land der CDU. Von 1967 bis 1971 war er Abgeordneter der Volkskammer und fungierte von November 1970 bis Januar 1984 als Vorsitzender des CDU-Bezirksvorstandes Suhl. Von 1971 bis 1984 war er Abgeordneter des Bezirkstages Suhl. Von Oktober 1972 (13. Parteitag) bis Dezember 1989 gehörte er zudem als Mitglied dem CDU-Hauptvorstand an. Von Januar 1984 bis 1990 wirkte Schnieber als Vorsitzender des CDU-Bezirksvorstandes Erfurt. 

## Auszeichnungen
- Ernst-Moritz-Arndt-Medaille (1972)
- Otto-Nuschke-Ehrenzeichen in Silber (1973) und in Gold (1979)
- Vaterländischer Verdienstorden in Bronze (1974) und in Silber (1980)